# Ferrovia panoramica di Sagano
La Ferrovia panoramica di Sagano (嵯峨野観光鉄道?, Sagano Kankō Tetsudō) è una consociata interamente controllata della West Japan Railway Company (JR West), con sede a Kyoto, prefettura di Kyoto, che gestisce la  Linea panoramica di Sagano.

## Storia
La Ferrovia panoramica di Sagano è stata creata nel 1990 da JR West con l'obiettivo di riutilizzare una parte della linea principale San'in, tra la stazione di Saga e la stazione di Umahori, rimasta inutilizzata dopo l'apertura di una nuova sezione più diretta nel 1989. La sua attività è iniziata nel 1991 con l'apertura della linea panoramica di Sagano tra la stazione Torokko Saga e la stazione Torokko Kameoka.

## Linee ferroviarie

### Linea panoramica di Sagano
La Linea panoramica di Sagano (嵯峨野観光線?, Sagano Kankō-sen) è una linea ferroviaria della Ferrovia panoramica di Sagano che collega la stazione Torokko Saga nel quartiere di Ukyō, città di Kyoto, prefettura di Kyoto alla stazione Torokko Kameoka nella città di Kameoka, prefettura di Kyoto. È la prima linea del Giappone esclusivamente turistica.

## Storia
La linea era originariamente una parte della linea principale della Kyoto Railway (京都鉄道?, Kyōto Tetsudō) aperta nel 1899, per collegare Kyoto alla parte settentrionale della prefettura di Kyoto, o alla vecchia provincia di Tanba attraverso un percorso tortuoso attraverso la gola di Hozu. La compagnia adottò il percorso relativamente pianeggiante attraverso la gola, evitando il passo di Oinosaka (老ノ坂峠?) che avrebbe richiesto una pendenza ripida. La compagnia fu nazionalizzata nel 1907 e nel 1912 la linea divenne parte della linea principale San'in. Nel marzo 1989, la sezione tra la stazione di Saga e la stazione di Umahori fu abbandonata. La JR West, succeduta alle Ferrovie Nazionali Giapponesi (JNR), costruì una nuova sezione elettrificata a doppio binario, più corta e rettilinea tra Saga (attuale Saga-Arashiyama) e Umahori, inaugurata nel 1989, aggirando il percorso tortuoso originale con stretti tunnel. Nel 1990 la JR West creò una sussidiaria, la Ferrovia panoramica di Sagano, con l'obiettivo di riutilizzare la parte abbandonata per il turismo. A tale scopo, la JR West utilizzò vecchio materiale rotabile: quattro carrozze semiaperte trainate da una locomotiva diesel. La linea  ebbe più successo di quanto inizialmente previsto, quindi fu introdotta una quinta vettura completamente aperta. Contrariamente a quanto potrebbe suggerire il suo soprannome Za Ritchi (ザ・リッチ?, "Il ricco"), consiste in un vagone merci convertito e offre un viaggio accidentato.
Insieme al rafting sul fiume Hozu, il viaggio in treno di 25 minuti è una delle principali attrazioni turistiche della zona.

## Servizi
Tutti i treni operano tra le stazioni di Torokko Saga e Torokko Kameoka. Tutti i posti sono riservati e i biglietti (880 JPY per gli adulti e 310 JPY per i bambini, a partire dal 2023) sono in vendita un mese prima, con alcune eccezioni. Alcuni vengono venduti il giorno stesso, ma il viaggio in "Za Ritchi" non è disponibile nei giorni di pioggia. I treni diretti a Kameoka trasportano anche i passeggeri che ritornano in barca sul fiume Hozu ad Arashiyama, quindi i treni da Kameoka a Saga sono solitamente meno frequentati.

## Stazioni
| Stazione           | Nome giapponese | Distanza (km) | Collegamenti                                                                            | Posizione |
| ------------------ | --------------- | ------------- | --------------------------------------------------------------------------------------- | --------- |
| Torokko Saga       | トロッコ嵯峨    | 0             | JR West : Sagano (Saga-Arashiyama) Keifuku Electric Railroad : Arashiyama (Randen-Saga) | Kyoto     |
| Torokko Arashiyama | トロッコ嵐山    | 1,0           |                                                                                         | Kyoto     |
| Torokko Hozukyō    | トロッコ保津峡  | 3,4           |                                                                                         | Kameoka   |
| Torokko Kameoka    | トロッコ亀岡    | 7,3           | JR West : Sagano (Umahori)                                                              | Kameoka   |

## Materiale rotabile
La ferrovia panoramica di Sagano utilizza una locomotiva diesel di tipo DE10 e 5 vagoni panoramici acquistati da JR West e a cui è stata cambiata la vernice.
Locomotiva

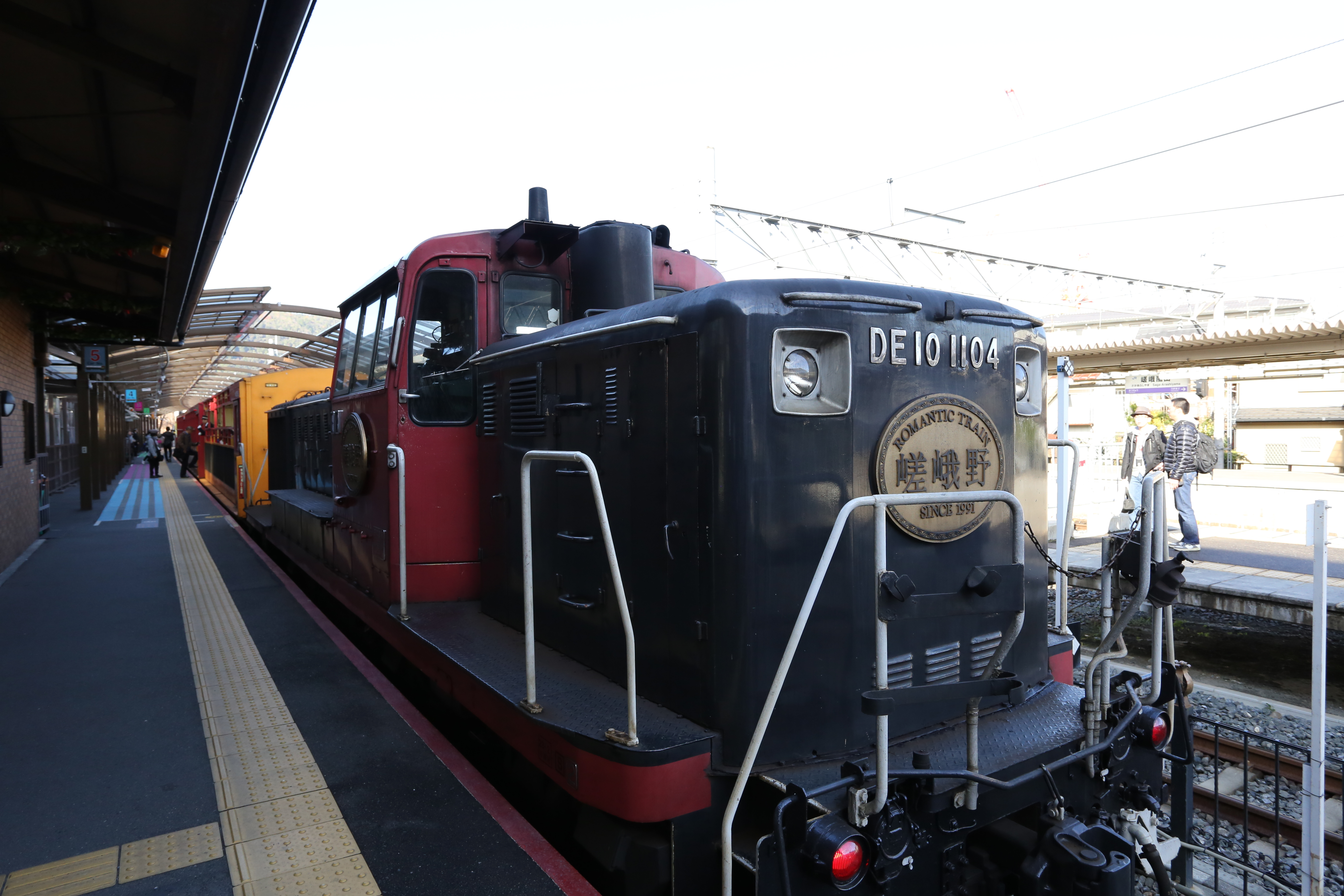
Serie DE10
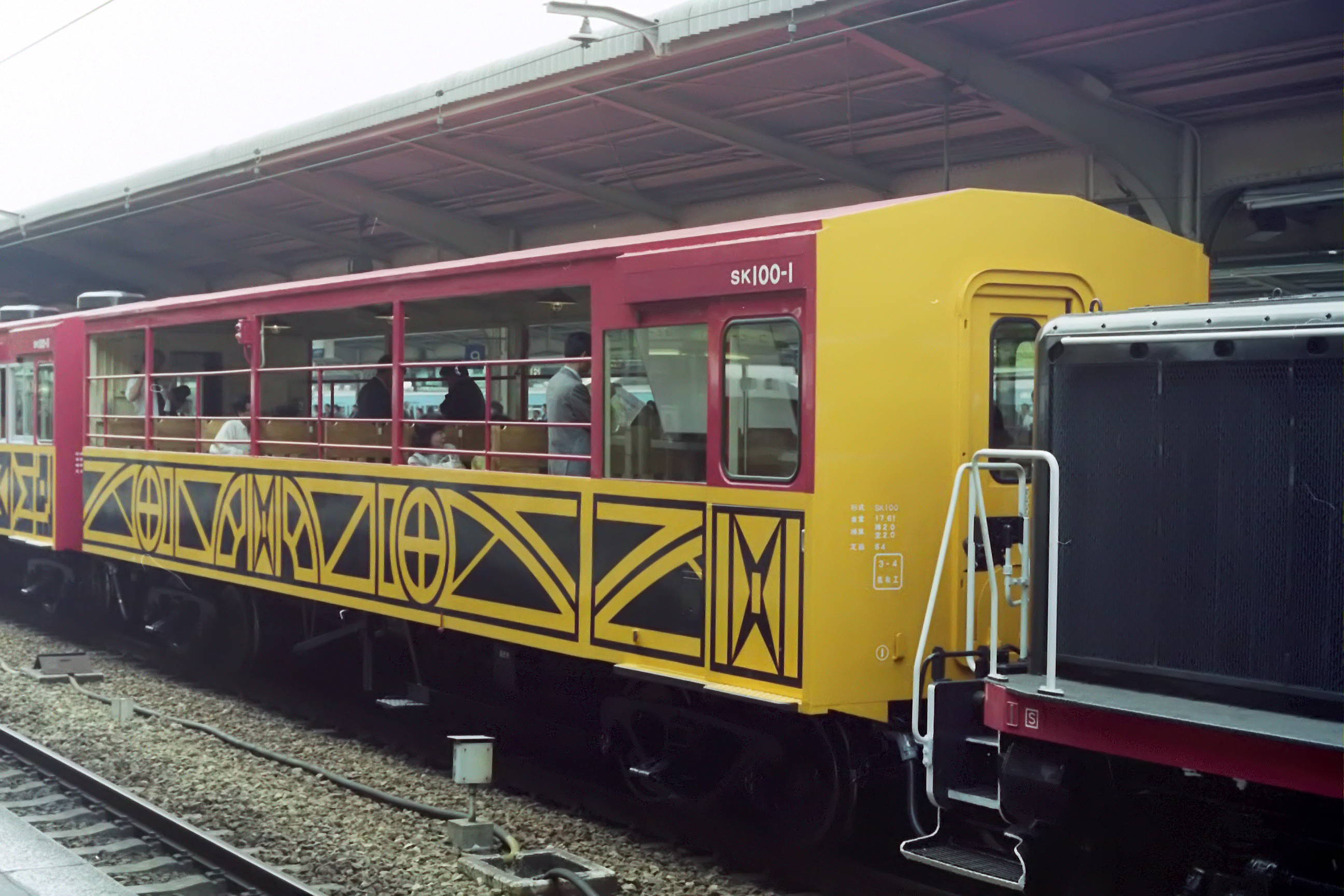
Serie SK100
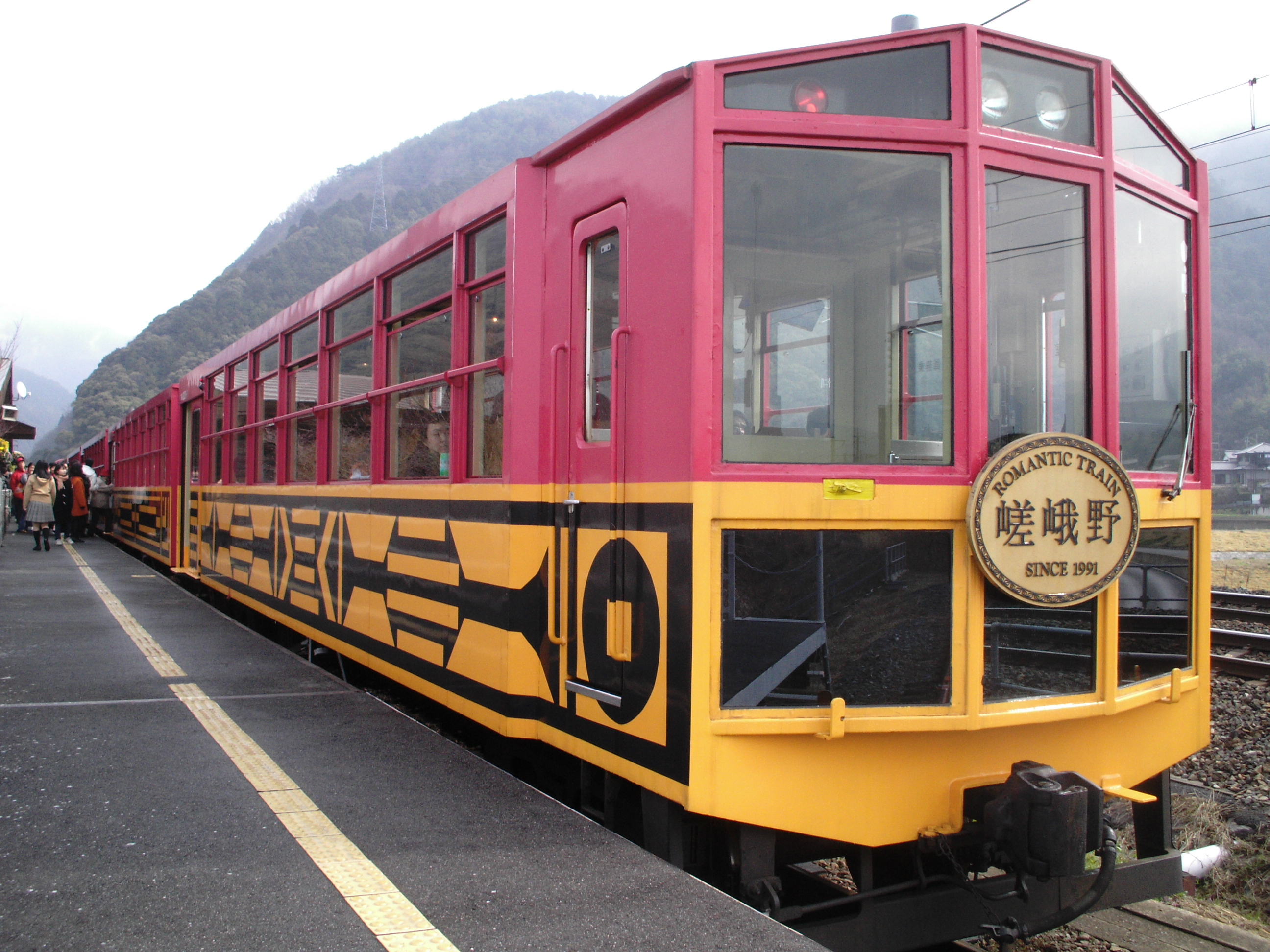
Serie SK200
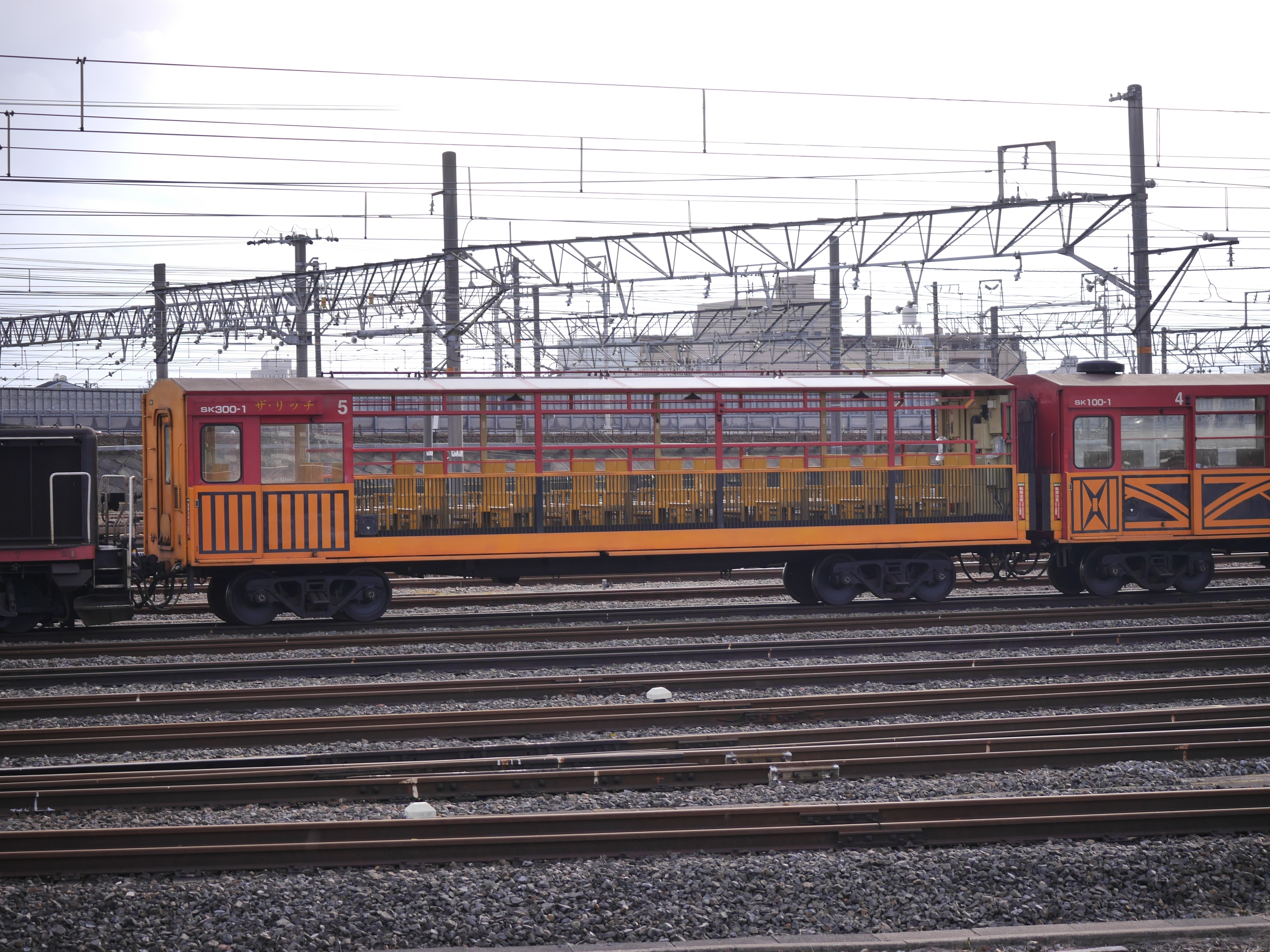
Serie SK300

Carrozze passeggeri
- Serie SK100
- Serie SK200
- Serie SK300

- Serie DE10
- Serie SK100
- Serie SK200
- Serie SK300